# Cratere Hugo
Hugo  è un cratere d'impatto presente sulla superficie di Mercurio, a 39,58° di latitudine nord e 48,54° di longitudine ovest. Il suo diametro è pari a 206 km.
Il cratere è dedicato allo scrittore francese Victor Hugo.